# Darwinka wielkodzioba
Darwinka wielkodzioba (Geospiza magnirostris) – gatunek ptaka z rodziny tanagrowatych (Thraupidae); endemit wysp Galapagos.  Nie wyróżnia się podgatunków.

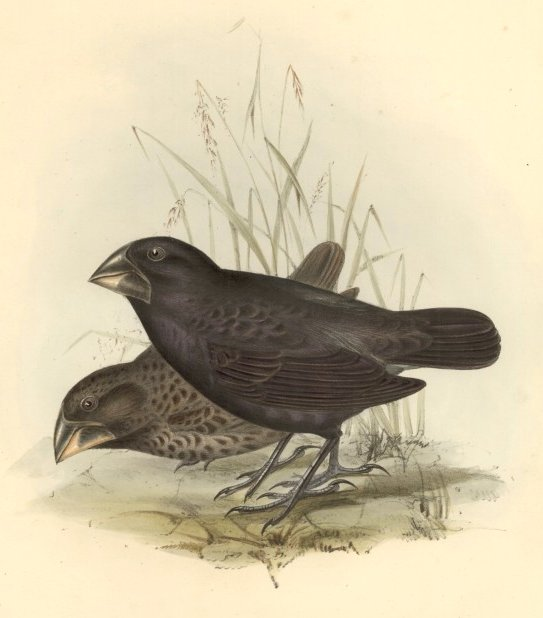
Para darwinek wielkodziobych na ilustracji z XIX w.

Osiąga długość około 16 cm, masę około 35 g. Występuje w lasach liściastych wysp Galapagos (Ekwador). Charakterystyczny dziób, służy do zgniatania twardych łupin nasiennych. Stosunkowo rzadko żeruje na ziemi. Darwinka wielkodzioba należy do tzw. zięb Darwina.
IUCN uznaje darwinkę wielkodziobą za gatunek najmniejszej troski (LC, Least Concern) nieprzerwanie od 1988 roku. Liczebność populacji nie została oszacowana, ale ptak ten opisywany jest jako dość pospolity. Ze względu na brak dowodów na spadki liczebności bądź istotne zagrożenia dla gatunku BirdLife International uznaje trend liczebności populacji za stabilny.